# Lac Emigrant
Le lac Emigrant (en anglais : Emigrant Lake) est un lac américain dans le comté de Shasta, en Californie. Il est situé à 1 947 mètres d'altitude au sein de la Lassen Volcanic Wilderness, dans le parc national volcanique de Lassen.